# Devis Vásquez
Radosław Dominik Żelezny (Wrocław, 6 settembre 2006) è un calciatore polacco, portiere della Roma.

## Carriera

### Club
Cresciuto nell’FC Wrocław Academy in patria, nel 2022 si trasferisce in Italia per entrare a far parte del settore giovanile della Juventus, dove milita fino al 2025 tra Primavera e UEFA Youth League.
Il 23 luglio 2025 firma con la Roma da svincolato, sottoscrivendo un contratto quadriennale fino al 30 giugno 2029. È inizialmente aggregato alla formazione Primavera, pur venendo inserito nelle liste della prima squadra giallorossa.